# Echenzell
Echenzell ist ein Ortsteil der Gemeinde Wettstetten im oberbayerischen Landkreis Eichstätt.

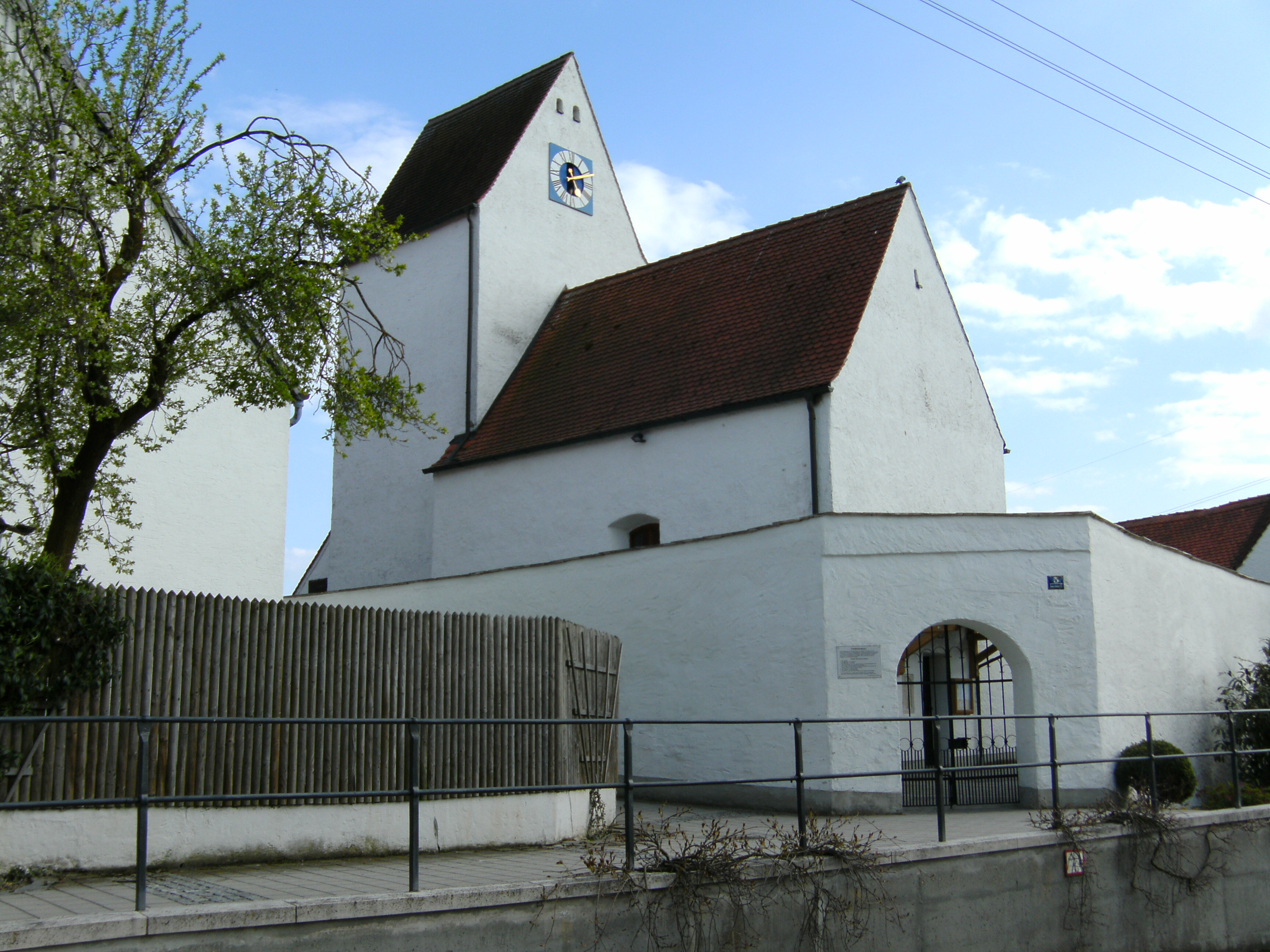
Echenzell, Kirche St. Ägidius

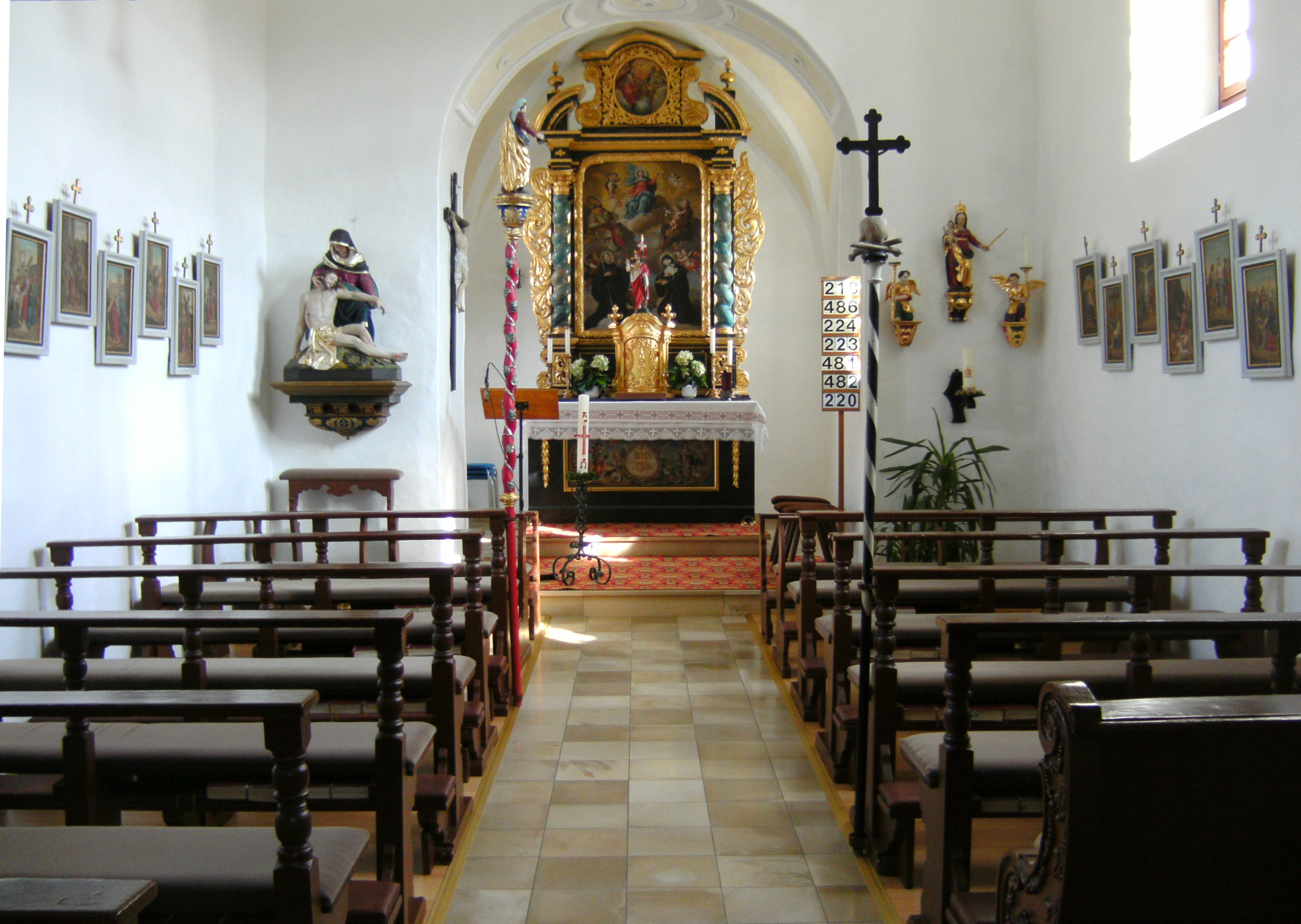
Echenzell, Kirche St. Ägidius, Innenansicht

## Lage
Das Kirchdorf Echenzell liegt südlich der Altmühl auf der zur Donau hin auslaufenden Hochfläche der Frankenalb drei Kilometer nordwestlich des Gemeindesitzes Wettstetten. Straßenverbindungen gibt es zu Wettstetten, Schelldorf, Böhmfeld und Lippertshofen.

## Geschichte
Nordöstlich von Echenzell wurde im Wald eine Keltenschanze ausgemacht. Nördlich vom heutigen Echenzell führte eine Römerstraße vorbei. 
Echenzell dürfte so viel wie „Feldteil eines Emicho“ bedeuten. Das Dorf gehörte bis zum Beginn des 14. Jahrhunderts zum Herrschaftsgebiet der Grafen von Grögling-Hirschberg. Als diese 1305 mit Gebhard VII. ausstarben, kam „Emichencelle“ durch den Gaimersheimer Schiedsspruch in der Auseinandersetzung des Eichstätter Bischofs mit Bayern zum Hochstift Eichstätt. Dies blieb so bis zum Beginn des 19. Jahrhunderts; Echenzell unterstand mit den hochstiftischen Besitzungen dem Hofkastenamt Eichstätt des Mittleren Hochstifts. Es gab jedoch im Alten Reich noch zwei weitere Grundbesitzer in Echenzell, nämlich das Spital Eichstätt, das einen Hof besaß, und das Hofkastenamt Ingolstadt, dem ein Halbhof unterstand. 
Das Amt des Hochstiftes Eichstätt fiel im Reichsdeputationshauptschluss 1803 mit dem größten Teil des hochstiftischen Gebietes, darunter auch Wettstetten und Echenzell, an das Fürstentum Eichstätt des Erzherzogs Ferdinand von Toskana. Seit den Friedensverträgen von Brünn und Preßburg von 1805 gehörte der Ort zum Königreich Bayern und darin zum Landgericht Eichstätt. 1808 wurde der Steuerdistrikt Wettstetten (ab 1818 Gemeinde) gebildet, dem Wettstetten, Echenzell und Adlmannsberg angehörten. Mit Arrondierung des Leuchtenbergischen Besitzes kam Echenzell mit Wettstetten am 3. Dezember 1817 zum Landgericht (später Landkreis) Ingolstadt. Dies blieb so bis zur Gebietsreform in Bayern 1972. Seither gehört Echenzell mit der Gemeinde Wettstetten zum Landkreis Eichstätt.
1835 wohnten 87 Personen im Ort, 1885 151. 1963 wurde eine Flurbereinigung durchgeführt. 1983 hatte Echenzell bei 147 Einwohnern sechs landwirtschaftliche Vollerwerbs- und zehn Nebenerwerbsbetriebe sowie ein Gasthaus. Heute existiert im Ort ein Reiterhof.

## Katholische Filialkirche St. Ägidius
Die katholische Filialkirche St. Ägidius ist eine spätmittelalterliche Anlage mit ummauerten Friedhof. Seit 1679 ist sie Filialkirche der Pfarrei Wettstetten. 1697 wurde die Kirche durch den Eichstätter Hofbaumeister Jakob Engel instand gesetzt; in der Quittung Engels für den Reparaturlohn heißt der Ort „Höcherzöhl“. 1700 lieferte ein Eichstätter Bildhauer einen neuen Altarstein. Der Chorraum ist barockisiert. Eine gekrönte Marienfigur rechts vom Chor, begleitet von zwei Engeln mit Leuchtern, ist eine Holzstatue aus dem 17. Jahrhundert, links vom Chor hängt eine Pietà. Das stark verwitterte Steinrelief links vom Portal, eine Kreuzigungsszene, stammt von 1615. Die Orgel ist 1884 gebaut und wurde 1977 restauriert.

## Vereine
- Freiwillige Feuerwehr Echenzell
- Soldaten- und Reservistenkameradschaft Wettstetten und Echenzell